# Johann Mentelin
Johann Mentelin (Mentel), ibland även Johannes Mentelin, född omkring 1410 Sélestat, död 1478 i Strassburg, var Strassburgs förste boktryckare.

## Karriär
Mentelin arbetade först som illuminatör och torde ha varit i lära hos Gutenberg i Mainz, som införde honom i den nya "konsten". Redan i slutet av 1450-talet var han emellertid självständigt verksam i Strassburg, där han 1447 vunnit borgarrätt. 1460 tryckte han en latinsk bibel och 1466 en tysk (den andra tyska bibeln), den senare försedd med praktfulla miniatyrer. Alla Mentelins tryckalster, till antalet 35, är mästerligt utförda, och flera av dem har jättelika dimensioner, såsom J. Balbis de Janua Catholicon och Vincentius Bellovacensis’ två verk, Speculum historiale (1473; Mentelins första daterade tryck) och Speculum morale (1476).
För övrigt tryckte Mentelin arbeten av Augustinus, Chrysostomos, Hieronymus med flera kyrkofäder, ävensom författare som Aristoteles, Isidorus, Albertus Magnus, allesammans förstaupplagor och eftersökta rariteter. Även andra klassiska författare, såsom Terentius, Valerius Maximus, Josefos med flera, kom av trycket från Mendelin. Endast två av alla dessa tryckalster är daterade, nämligen de bägge ovannämnda Speculum. Av de övriga är några daterade för hand med tryckår av illuminatorn.